# MGP Nordic
MGP Nordic (Melodi Grand Prix Nordic) var en musiktävling för barn som anordnades mellan 2002 och 2009.
2001 började Danmarks Radio med en musiktävling för barn upp till åldern 15 år, med grund i Eurovision Song Contests regler. 2002 anslöt sig Sverige och Norge och den använde sig av namnet MGP Nordic. När ytterligare 13 länder inom Eurovisionen anslöt sig året därpå fick tävlingen namnet Junior Eurovision Song Contest.
2006 drog sig Danmarks Radio, SVT och NRK ur Junior Eurovision Song Contest och återtog tävlingen MGP Nordic, då de ansåg att reglerna och andra förhållanden i den förra blev för tuffa för de tävlande. TV4 övertog de svenska rättigheterna för Eurovisionens tävling.
Från 2006 var det tre låtar från var och en av de tre medverkande länderna som deltog i finalen. När Finland debuterade 2007, så sjönk antalet deltagare per land från tre till två.
Under 2010 hoppade både danska DR och svenska SVT av MGP Nordic och planerade att sluta sända sina nationella uttagningar, vilket ledde till att man åter igen lade ner MGP Nordic.

## Uttagningar
| Land    | Tävling                | Språk   | TV-bolag  |
| ------- | ---------------------- | ------- | --------- |
| Danmark | MGP                    | Danska  | DR        |
| Finland | MGP                    | Svenska | YLE (Fem) |
| Norge   | MGPjr                  | Norska  | NRK       |
| Sverige | Lilla Melodifestivalen | Svenska | SVT       |

## Festivaler & vinnare
| År   | Vinnare | Artist          | Låt              | Översättning     | Språk   | Plats              |
| ---- | ------- | --------------- | ---------------- | ---------------- | ------- | ------------------ |
| 2002 | Danmark | Razz            | Kickflipper      | –                | Danska  | Köpenhamn, Danmark |
| 2006 | Danmark | SEB             | Tro på os to     | "Tro på oss två" | Danska  | Stockholm, Sverige |
| 2007 | Norge   | Celine          | Bæstevænna       | "Bästa vänner"   | Norska  | Oslo, Norge        |
| 2008 | Norge   | The BlackSheeps | Oro jaska, beana | "Var tyst hund"  | Norska  | Århus, Danmark     |
| 2009 | Sverige | Ulrik Munther   | En vanlig dag    | –                | Svenska | Stockholm, Sverige |

## Deltagande och placeringar
| År   | Danmark | Norge | Sverige | Finland |
| ---- | ------- | ----- | ------- | ------- |
| 2002 |         |       |         | –       |
| 2006 |         |       |         | –       |
| 2007 |         |       |         | 4       |
| 2008 |         |       |         | 4       |
| 2009 |         |       |         |         |

## Sveriges bidrag genom åren
| År   | Deltagare           | Bidrag                    | Poäng    | Placering |
| ---- | ------------------- | ------------------------- | -------- | --------- |
| 2002 | Fairytale           | Tills natt blir dag       | 38       | 2         |
| 2002 | Joel                | När blev du och jag vi    | 12       | 8         |
| 2002 | Sofie               | Superduperkillen          | 26       | 6         |
| 2006 | Benjamin            | Hej Sofia                 | Utslagen | Utslagen  |
| 2006 | Sanna Martinez-Matz | Genom skog, berg och hav  | 117      | 2         |
| 2006 | MaDe                | Inga känslor kvar         | Utslagen | Utslagen  |
| 2007 | Sk8                 | Min första största kärlek | Utslagen | Utslagen  |
| 2007 | Vendela             | Gala Pala Gutchi          | 11 215   | 2         |
| 2008 | Jonna Torstensson   | Kommer jag våga           | 76       | 3         |
| 2008 | Linn Eriksson       | En sång från hjärtat      | Utslagen | Utslagen  |
| 2009 | Ulrik Munther       | En vanlig dag             | 36       | 1         |
| 2009 | Rebecca Jansson     | Skaffa en annan tjej      | Utslagen | Utslagen  |